# Phlattothrata flagellata
Phlattothrata flagellata är en spindelart som först beskrevs av James Henry Emerton 1911.  Phlattothrata flagellata ingår i släktet Phlattothrata och familjen täckvävarspindlar. Inga underarter finns listade i Catalogue of Life.